# Luv Is Rage 2
Albums de Lil Uzi Vert
Luv Is Rage 1.5
(2017) Eternal Atake
(2020)
Singles
1. XO Tour Llif3
Sortie : 24 mars 2017
2. The Way Life Goes
Sortie : 3 octobre 2017
3. Sauce It Up
Sortie : 25 août 2017

Luv Is Rage 2 est le premier album studio du rappeur américain Lil Uzi Vert, paru le 25 août 2017.

## Accueil critique
Luv Is Rage 2 est accueilli favorablement par l'ensemble des critiques, obtenant un score de 75⁄100, sur la base de huit critiques collectées sur Metacritic.

## Liste des pistes
| 1.    | Two®                                    | - Lil Uzi Vert - Don Cannon - LeDuff            | 3:05 |
| 2.    | 444+222                                 | - Maaly Raw - Ike Beatz                         | 4:07 |
| 3.    | Sauce It Up                             | - Don Cannon - Michael Piroli - BeldonDidThat   | 3:27 |
| 4.    | No Sleep Leak                           | - Don Cannon - Cubeatz                          | 3:09 |
| 5.    | The Way Life Goes (featuring Oh Wonder) | - Ike Beatz - Don Cannon                        | 3:41 |
| 6.    | For Real                                | - DJ Plugg - Bobby Kritical                     | 2:57 |
| 7.    | Feelings Mutual                         | - WondaGurl - FrancisGotHeat                    | 3:53 |
| 8.    | Neon Guts (featuring Pharrell Williams) | Williams                                        | 4:18 |
| 9.    | Early 20 Rager                          | Maaly Raw                                       | 4:34 |
| 10.   | Unfazed (featuring The Weeknd)          | - DaHeala - The Weeknd - Don Cannon - Maaly Raw | 3:10 |
| 11.   | Pretty Mami                             | - Don Cannon - Illmind                          | 4:24 |
| 12.   | How to Talk                             | WondaGurl                                       | 3:21 |
| 13.   | X                                       | - Metro Boomin - Pi'erre Bourne                 | 2:53 |
| 14.   | Malfunction                             | WondaGurl                                       | 3:19 |
| 15.   | Dark Queen                              | - Maaly Raw - Rex Kudo                          | 2:53 |
| 16.   | XO Tour Llif3                           | - TM88 - J.W. Lucas                             | 3:02 |
| 56:13 |                                         |                                                 |      |

| Titre bonus édition deluxe | Titre bonus édition deluxe | Titre bonus édition deluxe | Titre bonus édition deluxe | Titre bonus édition deluxe | Titre bonus édition deluxe | Titre bonus édition deluxe | Titre bonus édition deluxe | Titre bonus édition deluxe | Titre bonus édition deluxe |
| No                         | Titre                      | Producteur(s)              | Durée                      |                            |                            |                            |                            |                            |                            |
| -------------------------- | -------------------------- | -------------------------- | -------------------------- | -------------------------- | -------------------------- | -------------------------- | -------------------------- | -------------------------- | -------------------------- |
| 17.                        | Skir Skirr                 | D. Rich                    | 3:01                       |                            |                            |                            |                            |                            |                            |
| 18.                        | Loaded                     | - TM88 - S1                | 3:39                       |                            |                            |                            |                            |                            |                            |
| 19.                        | Diamonds All on My Wrist   | Bobby Kritical             | 2:50                       |                            |                            |                            |                            |                            |                            |
| 20.                        | 20 Min                     | Honorable C.N.O.T.E.       | 3:40                       |                            |                            |                            |                            |                            |                            |
| 69:23                      |                            |                            |                            |                            |                            |                            |                            |                            |                            |

## Certifications
| Pays              | Certification | Unités certifiées |
| ----------------- | ------------- | ----------------- |
| Danemark (IFPI)   | Platine       | 20 000            |
| États-Unis (RIAA) | 2 × Platine   | 2 000 000         |
| Royaume-Uni (BPI) | Or            | 100 000           |